# Amu Darja
Amu-Darja (Амударья), i oldtiden Oxus, er en 2.400 km lang flod i Centralasien. Den har sit udspring i opstår i Pamirbjergene og flyder mod nordvest mod Aralsøen. Den har et afvandingsområde på 534.739 km².
Den danner grænsen mellem Afghanistan og Tadsjikistan, og går også gennem Usbekistan. Der er brugt så meget vand til kunstvanding, at den ikke længere når Aralsøen, som er ved at udtørre.